# Bardolino
Bardolino est une commune italienne d'environ 6 400 habitants située dans la province de Vérone, en Vénétie, dans le Nord-Est de l'Italie.

## Géographie
Bardolino se situe sur la côte orientale du lac de Garde, à 30 km de Vérone, sur un territoire vallonné délimité par le lac à l'ouest et la moraine à l'est. La moraine sépare le lac même de la vallée de la rivière Adige, exactement à l'endroit ou celle-ci atteint la plaine du Pô.

## Économie
Le vignoble de Bardolino est connu pour son vin rouge léger.

## Culture
- Église San Severo de Bardolino

## Fêtes, foires

### Musées
- Le Musée du Vin Zeni, créé en 1991, a été réalisé dans la Cave à vin qui porte le même nom. Y sont collectionnés des objets de la culture vinicole et viticole, en particulier véronais. Entrée gratuite pour les visiteurs individuels, une réservation est requise pour les groupes.

## Administration
| Période                                  | Période | Identité | Étiquette | Qualité |
| ---------------------------------------- | ------- | -------- | --------- | ------- |
|                                          |         |          |           |         |
| Les données manquantes sont à compléter. |         |          |           |         |

### Frazione
Cisano, Calmasino

### Communes limitrophes
Affi, Cavaion Veronese, Costermano, Desenzano del Garda, Garda, Lazise, Lonato del Garda, Manerba del Garda, Moniga del Garda, Padenghe sul Garda, Pastrengo, Puegnago sul Garda, Salò.

## Jumelage
- Trente (Italie) depuis 2009

## Personnalités liées à Bardolino
- Andrea Gritti, (1455-1538), 77e doge de Venise, élu en 1523, son dogat dure jusqu'en 1538.
- Osvaldo Rodríguez (1943-1996), poète chilien y est mort